# Oktan
Oktan je ugljikovodik i alkan s kemijskom formulom C8H18 i kondenzirane strukturne formule CH3(CH2)6CH3. Oktan ima mnogo strukturnih izomera koji se razlikuju po količini i mjestu grananja u ugljikovodičnom lancu. Jedan od tih izomera, 2,2,4-trimetilpentan (obično nazvan izooktan) koristi se kao jedna od standardnih vrijednosti na ljestvici oktanskog broja.
Oktan je sastavni dio benzina. Kao i svi ugljikovodici male molekularne mase, oktan je hlapljiv i vrlo zapaljiv.

## Upotreba izraza u benzinu
"Oktan" se kolokvijalno koristi kao kratki oblik " oktanskog broja", posebno u izrazu "visoki oktan". "Oktanski broj" je indeks sposobnosti goriva da se odupre udaru motora (prije paljenja) u motorima s različitim omjerima kompresije, što je karakteristika izomera razgranatog lanca oktana, posebno izo-oktana. Oktanski broj benzina nije izravno povezan s izlaznom snagom motora. Korištenje benzina većeg oktana nego što je motor dizajniran ne može povećati izlaznu snagu.
Oktanski broj izvorno je određen miješanjem goriva samo od normalnog heptana i izooktana (2,2,4-trimetilpentan, jako razgranati oktan) i dodjeljivanjem protudetonskih ocjena nula za normalni heptan i 100 za čisti izooktan. Ocjena protiv udara ove mješavine bila bi ista kao i postotak izooktana u mješavini. Različiti izomeri oktana mogu pridonijeti nižem ili većem broju oktana. Na primjer, n-oktan (ravni lanac od 8 ugljikovih atoma bez grananja) ima -20 (negativan) oktanski broj, dok čisti izooktan ima ocjenu 100. Neka goriva imaju oktanski broj viši od 100, posebice ona koja sadrže metanol ili etanol.

## Metaforička upotreba
Oktan je postao dobro poznat u američkoj popularnoj kulturi sredinom i kasnim 1960-ih, kada su se benzinske tvrtke hvalile "visokim oktanskim" razinama u svojim reklamama za benzin.
Složeni pridjev "visokooktanski", što znači snažan ili dinamičan, zabilježen je u prenesenom značenju od 1944. godine. Sredinom 1990-ih ta se fraza obično koristila kao pojačivač i našla je mjesto u modernom engleskom govoru.

## Izomeri
Oktan ima 18 strukturnih izomera (24 uključujući stereoizomere):
- oktan (n-oktan)
- 2-metilheptan
- 3-metilheptan (2 enantiomera)
- 4-metilheptan
- 3-etilheksan
- 2,2-dimetilheksan
- 2,3-dimetilheksan (2 enantiomera)
- 2,4-dimetilheksan (2 enantiomera)
- 2,5-dimetilheksan
- 3,3-dimetilheksan
- 3,4-dimetilheksan (2 enantiomera + 1 mezo spoj )
- 3-etil-2-metilpentan
- 3-etil-3-metilpentan
- 2,2,3-trimetilpentan (2 enantiomera)
- 2,2,4-trimetilpentan (izooktan)
- 2,3,3-trimetilpentan
- 2,3,4-trimetilpentan
- 2,2,3,3-tetrametilbutan